# Крепость Одиночества
Крепость Одиночества (англ. Fortress of Solitude) — место уединения и штаб-квартира Супермена в комиксах издательства DC Comics. Впервые тайное убежище Супермена было упомянуто в 17-м выпуске комикса, в котором оно называлось Тайной Цитаделью и находилось внутри горы на окраине Метрополиса. В 58-м выпуске, убежище получило название Крепость Одиночества. Позднее Крепость была перенесена в Арктику, это местоположение является наиболее традиционным, хотя в других версиях комиксов о Супермене, убежище располагалось в Антарктике, Андах и в лесах Амазонии. Название убежища и его расположение в Арктике авторы комикса о Супермене позаимствовали у другого известного персонажа 1930-х годов, Дока Севеджа.
В ранних комиксах Крепость была скрыта за золотой дверью, которая открывалась громоздким золотым ключом, поднять который мог только Супермен. В альтернативной серии All-Star Superman ключ был уменьшен до нормальных размеров, но изготовлен был из высокоплотного материала и весил 500 тысяч тонн, так что использовать его мог лишь обладатель сверхчеловеческой силы.
Внутри Крепости, Супермен хранит оружие и артефакты с Криптона. Там же расположены суперкомпьютер, который Супермен использует для наблюдения за событиями на Земле, зоопарк для инопланетных животных и гигантский металлический дневник, в который Супермен записывает свои мысли. Из Крепости, воспользовавшись порталом, можно попасть в Фантомную зону, другое измерение, которое Супермен использует в качестве тюрьмы для побежденных противников. В центре Крепости находится скульптура, изображающая родителей Супермена, Джор-Эла и Лару, которые держат глобус Криптона. За поддержанием порядка в Крепости Одиночества следит криптонитский робот Келекс. Также в Крепости живёт пёс Супермена по кличке Крипто.

## Информации

### New 52
На этой новой временной шкале впервые увидена Крепость Одиночества, плавающая в космосе. Позже выяснилось, что это орбитальный корабль Брэйниака, который Супермен захватил после того, как он физически перепрограммировал Собиратель Миров. Сообщается, что эта крепость была разрушена за пять лет между нынешней аркой «Комиксы действий» и «Годы New 52», а нынешняя крепость снова в Арктике. В New 52, Супергерл также имеет свою собственную крепость, известную как Святилище, и расположен в глубине океана. Эта крепость впервые появляется в Супергерл #12, ее цель объяснена в Супергерл #13. В действии комиксы #15, у Супермена, как выяснилось, есть крепость, которую он называет своей "базой Юкатана", ссылкой на свою крепость в дождевом лесу Амазонки в предыдущей преемственности.
После открытия Суперкласса Супермена Кал-Эл пробрался в Крепость на украденном мотоцикле из-за сгорания своих сил. Пытаясь получить доступ к Крепости, ИИ не смог распознать Кал-Эла из-за изменения его ДНК и принудительно снял свою криптонскую броню. Месяц спустя выяснилось, что Вандал Сэвидж был человеком, ответственным за изменение ДНК Супермена, чтобы отвлечь Кал-Эля от Крепости. Позже Сэвидж собрал все свои силы в самой крепости и перевез ее в Метрополис. Тем не менее Супермен смог найти временное «лекарство» от потери мощности, подвергая себя воздействию криптонита как формы «химиотерапии», которая сжигала излучение, мешая его клеткам поглощать энергию. На грани смерти, пытаясь остановить Сэвиджа, он пойман за руку и выстрелил в нижней части живота. Когда он упал с неба, веря, что вот-вот умрет, криптонит закончил сжигать излучение. Крепость отсканировала Супермена, подтвердила, что он Кал-Эл, активирована и открыта, поймала Супермена, восстановила его силы до вершины и вернула ему криптонианские доспехи. После победы над Вандалом Сэвиджем и его детьми, Супермен возвращает Крепость обратно к Полярному кругу.
Через несколько дней после кризиса Супермен использует медицинское оборудование Крепости и технологию искусственного интеллекта, чтобы провести с ним полное физическое исследование, и обнаруживает, что в результате действий Вандала, использующих Критонит для сжигания зараженных клеток, он умирает, и ему осталось жить всего несколько недель.
После смерти Супермена, Супермену-New 52 удалось получить доступ к Крепости, поскольку и он, и покойный Супермен имеют одинаковую ДНК, даже если они из разных временных линий. Супермен берет своего покойного коллегу в Крепость в надежде использовать Матрицу Регенерации, чтобы оживить его, как Искупитель сделал с ним в его родном графике. Однако в Новой 52-й вселенной Первой Земли такой технологии не существует. После похорон своего коллеги в Смолвиле он возвращается в Крепость и использует свое тепловое зрение, чтобы создать статую Супермена Первой Земли, чтобы почтить память своего павшего товарища.

## Крепость Одиночества вне комиксов

### Телесериал

#### Живое действие

##### Супергёрл
Крепость появляется в эпизоде Супергёрл «Одиночество». Как и в комиксах, он открывается массивным карликовым ключом из звездной материи (около 1 метра (3,3 фута) в длину и 20 сантиметров (7,9 дюйма) в толщину) и, кажется, построен либо из кристалла, либо из льда. Он содержит космический корабль Кал-Эла, статую его родителей, кольцо полета Легиона и по крайней мере одного робота-слугу по имени Келекс. Супермен несколько раз приглашал Кару туда, но она всегда отказывалась, боясь, что ее одолеет ностальгия. Также сестра Кары Алекс Дэнверс упоминает, что двоюродный брат Кары использует крепость как базу, где он может общаться со своими криптонианскими предками. Кара наконец идет туда с Джеймсом Олсеном искать информацию об Индиго. В «Мириаде» Кара посещает крепость в поисках местонахождения Кал-Эла и целей программы Мириады. Когда Келекс отказывается дать ей информацию, крепость активирует голограмму ее матери, которую она объяснила ей о программировании Мириады. В «Последних детях Криптона» Супермен и Дж'онн Дж'онзз посещают это место, чтобы найти информацию о Металло. В эпизоде «Самое темное место» Хэнк Хеншоу/Киборг Супермен получает доступ к Крепости и использует кровь Кары, которую Кадм высосал из нее, чтобы получить доступ к архиву Крепости для получения информации о Проекте Медуза. В одной из серии Кара отправилась в Крепость, чтобы найти информацию о Проекте Медуза, и ей рассказала обо всем, что касалось проекта, по голограмме своего отца и случайно нашла кое кого еще. Но потом Кара заманивает незваного гостя в крепость, чтобы обмануть его ложной последовательностью самоуничтожения и заставить его набрать код отмены, который оказался его именем в обратном порядке, чтобы заставить его вернуться в свое измерение. В «Дистанционное Солнце», Мон-Эл и Кара решают поговорить с его матерью Реей в крепости об отмене награды за голову Супергёрл. Она отказалась и напала на Супергёрл с криптонитовыми кинжалами, почти убив её. Мон-Эл прервал её и решил пойти со своим матерью, чтобы спасти жизнь Кары. В «Сопротивлении», во время вторжения даксамитов на Землю, Камдус и DEO решили предложить союз, чтобы остановить захватчиков и спасти Лену Лютор и Мон-Эль от Реи. Кара, Лилиан Лютор и Хэнк Хеншоу входят в Крепость, чтобы активировать проектор Фантомной Зоны для посадки на корабль Даксамитов. После их спасения только Лена, ее мать и Хэнк возвращаются в Крепость, где Лилиан предала Кару и Мон-Эл, чтобы бросить их. Однако Кара ожидала ее предательства, а ее друг Уинн Шотт-младший в качестве меры предосторожности поставить на Хеншоу устройство-жучок перед спасательной операцией. Она активировала устройство, чтобы заставить его повторно активировать проектор, чтобы направить Мон-Эл из космического корабля, оставаясь при этом, чтобы противостоять Реи. В «Тем не менее, она упорствовала» Алекс забирает Кару и Кал-Эла в Крепость, чтобы исцелить их после жестокой битвы, когда Рея отравила Супермена серебряным криптонитом, галлюцинируя и думая, что он сражается против генерала Зода. Затем Кал-Эл входит в базу данных, чтобы найти способ остановить войну с Даксамитами, и находит его в форме боевого ритуала под названием Даккар-Ур.

##### Криптон
Крепость Одиночества занимает центральное место в сюжетной линии Криптона. Сег-Эл, дед Кал-Эла, посещает Крепость вместе со своей матерью Чарис-Эл, чтобы найти утерянные исследования Вал-Эла, деда Сег-Эла. После того, как Адам Стрэндж просит Сег-Эла найти Крепость, чтобы остановить Брейниака который собирается уничтожить Криптон и изменив график, чтобы Кал-Эл через 200 лет спустя не мог родиться. Тем временем Нисса-Векс и Джайна-Зод пытаются найти Крепость, чтобы не допустить распространения информации о жизни на других планетах.

### Кино

#### Оригинал
В фильме Супермен и его продолжениях (кроме Супермена 3, в котором он не появлялся) Крепость создается кристаллом, который Джор-Эл заключил в космический корабль Кал-Эла. Кристалл ведет Кларка Кента-подростка к ледяному полю, где он «посажен» Кларком, после чего он тает во льду и вырастает в огромное кристаллическое здание, похожее на кристаллическую архитектуру, показанную на Криптоне в начале фильма. Эта крепость также использовалась для начала 12-летнего обучения Кал-Эла, чтобы стать Суперменом. Эта Крепость содержит множество «кристаллов памяти», которые можно использовать для доступа к искусственному интеллекту и голограмме Джор-Эла, интерактивным голографическим записям Лары и других криптонианцев, а также камере, которая использует излучение красного солнца, лишить криптонианцев их сверхспособностей.
В версии Ричарда Доннера о Супермене 2, Крепость разрушена Суперменом (тем самым по словам Джор-Эла появилось криптонское пророчество что сын займет место отца, а отец станет легендой), когда о её существовании узнали Лекс Лютор и его приспешница Еве Тешмахер. Однако затем Супермен поворачивает время вспять, так что технически Крепость полностью не повреждена, а Зод, Урса и Нон возвращаются в Фантомную Зону.
В «Возвращении Супермена» Крепость следует той же формуле, что и в предыдущих фильмах, но более подробно рассказывается о кристаллическом происхождении крепости и криптонской архитектуры. Лекс Лютор пытается использовать украденные им кристаллы памяти для создания нового массива суши на месте Америки(по новой версии карты написанный Лексом Лютором что часть другой суши будет повреждена). Было сделано наблюдение (вслед за Суперменом 2), что он действует так, как будто бывал там раньше. Кристаллы, питающие Крепость, были потеряны, когда один из их избавился от них из вертолета в океан внизу чтобы Лекс не смог выполнить то, что он хотел сделать. В сопроводительной книге «Возвращение Супермена: Визуальное руководство» говорится, что Крепость находится на «Плане Бездны Флетчера».

#### Расширенная вселенная DC
- 2013 фильм «Человек из стали» изображает Крепость Одиночества как Криптонский Разведывательный корабль, который разбился на тысячи земных лет назад (неизвестно как), с высокоразвитой инопланетной технологией. Одной из них на борту является стандартная камера Бытия, которую можно использовать для заселения криптонцев для форпостов и нескольких меньших криптонских роботов, которые почти убили Лоис Лейн, но были спасены Кал-Элом. Во время пилотирования корабля вдали от военных, дислоцированных на острове Элсмир Кал-Эл обращается к различным голограммам в Крепости, чтобы узнать о его криптонском происхождении. После того, как Зод и его силы начинают атаку на Землю, Зод получает доступ к кораблю с помощью своего собственного командного ключа, затем использует его, чтобы стереть ИИ Джор-Эла(Зод даже не стал слушать его просьбы), и запускает корабль в направлении Метрополиса, чтобы заселить терраформированную Землю и возрожденный Криптон. Однако Кал-Эл (ныне известный как Супермен), однако, разрушил контроль Разведывательного Корабля и отправил его в Метрополис, уничтожив при этом стерильную Камеру Бытия.
- В фильме 2016 года «Бэтмен против Супермена: На заре справедливости», через 18 месяцев после того, что мир назвал событие «Черным Нулем (Приветствие Криптона, Знакомство с Суперменом)», правительство США построило объект вокруг разбитого корабля и пытается получить к нему доступ в исследовательских целях. После того, как Лекс Лютор убеждает Финча, сенатора США, что он может использовать криптонит для использования в качестве средства устрашения против Супермена, он предоставляет ему доступ к кораблю и к останкам генерала Зода для анализа. Лекс, однако, использует осколок криптонита, чтобы срезать отпечатки пальцев Зода, а затем кладет их на свои руки для сканирования корабля, что позволяет ему полностью получить доступ к самому кораблю. Затем ИИ корабля информирует Лекса о том, что корабль работал только с эффективностью 37%(он все еще функционирует в слабую силу), и сообщает ему о базе данных криптониана и других цивилизаций. Управление кораблем генералом Зодом было в конечном счете отменено Лексом, который затем погрузил Зода тело в палате для родов вместе с каплей его собственной крови, чтобы создать монстра Думсдэй(попросить отмену запрета на повторный эксперимент не произошло так как Совет Криптона погибло вместе с планетой). После того, как Супермену не удалось убить Бэтмена, Лекс развязывает Думсдэя на корабле, но монстр остановлен Суперменом, который выбрасывает его из самого корабля, чтобы продолжить бой. Затем Лекса арестовывает команда спецназа «Метрополис», которая вошла в корабль после того, как Бэтмен связался с ними, где они увидели, как он разговаривает со Степпенвулфом, и впоследствии арестован. После смерти Супермена корабль все еще присутствует во время мемориала Супермена. Неизвестно, получило ли правительство США дальнейший доступ к кораблю.
- В «Лиге Справедливости» Разведывательный Корабль снова играет важную роль в воскрешении Супермена, так как Сайласа Стоуна и лаборатории STAR были привлечены для изучения корабля. Узнав, что третий и последний Материнский куб у Киборга, Брюс Уэйн предлагает использовать внутри него продвинутую технологию пришельцев, чтобы вернуть Супермена, если эта сила может быть направлена через тело Супермена. После первоначального протеста от Чудо-женщины команда решает продолжить реализацию плана. После того как Киборг и Флэш выкопали труп Кларка и помогли ему транспортироваться внутри безопасного объекта, выясняется, что во время событий Бэтмен против Супермена: На заре справедливости, Лекс Лютор сжег внутренние контуры корабля при создании Думсдэя, побудив Флэша добровольно зарядить Материнскую коробку статическим электричеством. Когда Аквамен бросает Материнскую коробку на труп, погруженный в раствор электролита корабля, Флэш заряжает коробку, получая заряд при беге. Они успешны, так как это помогает в воскрешении Супермена, хотя он не помнит своего прошлого и быстро оказывается враждебным по отношению к группе. Оставленный без присмотра, Степенвулф извлекает последнюю Материнскую коробку, лежащую за пределами объекта, через транспортную трубку.

#### Мультфильмы
- Крепость одиночества фигурирует в мультфильме Лего Фильм: Бэтмен.

### Видеоигры
Крепость представлена в заключительном эпизоде сюжетной линии Lego Batman 3: Beyond Gotham.